# Козлов Володимир Володимирович (письменник)
Володимир Володимирович Козлов (рос. Владимир Владимирович Козлов, біл. Уладзімер Уладзімеравіч Казлоў, *1972, Могильов, Білорусь) — сучасний російськомовний письменник білоруського походження.
У своїх творах, Козлов описує життя хуліганської молоді робітничих районів Могильова 1980-х років. Найвідоміші твори — збірка оповідань «Гопники» (2002) і повість «Школа» (2003).